# Згорні Жерявці
Згорні Жерявці (словен. Zgornji Žerjavci) — поселення в общині Ленарт, Подравський регіон‎, Словенія.